# Sinularia crassa
Sinularia crassa is een zachte koraalsoort uit de familie Alcyoniidae. De koraalsoort komt uit het geslacht Sinularia. Sinularia crassa werd in 1945 voor het eerst wetenschappelijk beschreven door Tixier-Durivault. 